# Edgar Mitchell
Edgar Dean Mitchell (Hereford, 17. rujna 1930. – West Palm Beach, 4. veljače 2016.), bio je časnik Američke ratne mornarice, pokusni pilot, aeronautički inženjer, astronaut i ufolog. Proveo je oko 9 sati na površini Mjeseca, što ga čini šestom osobom u povijesti koja je hodala po jedinom Zemljinom prirodnom satelitu.
Poslije krajere u NASA-i, nastavio se baviti znanstvenim radom, ali je pokazao zanimanje i za parapsihologiju i ufologiju.

## Životopis
Podrijetlom je iz rančerske obitelji, koja se nakon njegova rođenja preselila u gradić Artesiju u Novom Meksiku, zbog čega je Mitchell taj gradić smatrao svojim rodnim mjestom. Privatnu licencu za letenje dobio je u 16-oj godini. Završio je srednju školu u Artesiji 1948. godine, nakon čega je 1952. godine stekao stupanj prvostupnik, diplomirajući na Sveučilištu u Carnegie Mellonu. Iste je godine stupio u službu Američke ratne mornarice te je 1961. godine diplomirao aeronautiku i stekao dodatni stupanj prvostupnika, da bi 1964. godine stekao doktorat iz aeronautike i astronautike na Massachusetts Institute of Technology (MIT).
Završio je pilotski trening u srpnju 1954. godine, u Hutchinsonu u Kansasu. Ukupno je akumulirao 5000 letnih sati, uključujući 2000 sati leta u mlaznom zrakoplovu.

### Karijera do angažmana u NASA-i
Mitchell je izabran 1966. godine kao član Astronautska grupa 5 i bio je dio pomoćne posade misije Apollo 9, nakon čega je bio određen za zamjenskog lunarnog pilota za misiju Apollo 10. Bilo je predviđeno da bude dio glavnog tima za misiju Apollo 13, ali je cijeli tim bio zamijenjen zbog tadašnjih problema sa zdravstvenim stanjem vođe misije, Alana Sheparda, zbog čega je dobio svoje mjesto tek u misiji Apollo 14.
Sudjelovao je kao dio zemaljskog tima tijekom krize misije Apollo 13, zbog čega mu je američki predsjednik Richard Nixon dodijelio odlikovanje, Predsjedničko odličje slobode, 1970. godine.

### Misija Apolla 14
Dana 5. veljače 1971. sletio je s posadom Apolla 14 na Mjesec u lunarnom modulu Antares. Ostali članovi posade bili su zapovjednik Alan Shepard i Stuart A. Roosa. Boravio je na Mjesecu 33 sata i ukupno 216 sati i 42 minute u svemiru. Tijekom vremena provedenog na Mjesecu, posada je prikupila 42 kg uzoraka tla s područja visočja Fra Mauro.

### Interes za parapsihologiju i ufologiju
Tvrdio je da je tijekom povratka letjelice na Zemlju doživio snažno transcendentalno iskustvo, a nakon povratka na Zemlju proveo je pokus izvantjelesnog opažanja, o čemu je objavio rezultate 1971. godine u časopisu Journal of Parapsychology. Godine 1972. povukao se iz službe u NASA-i i Američkoj ratnoj mornarici, nakon čega je osnovao organizaciju za promociju ekološki čistih proizvoda i usluga namijenjenih širenju spoznaje o planetarnim problemima. Po preseljenju u Kaliforniju osnovao je institut za parapsihološka istraživanja.
Više je puta javno istupio u medijima s tvrdnjom kako da, među brojnim viđenjima NLO-a, zasigurno ima mnogo onih koji se odnose na posjetitelje iz svemira te je tvrdio kako svjetske vlade posjeduju dovoljno dokaza o kontaktima s izvanzemaljcima. Godine 2004. izrazio je uvjerenje da je postojanje izvanzemaljaca posve utemeljeno i stvarno i da je jedino pitanje odakle dolaze.

### Privatni život
Godine 1951. oženio je Louise Randall, s kojom je imao dvoje djece. Rastavio se 1972. godine, da bi se sljedeće godine drugi put oženio, taj put s Anitom Rettig te je usvojio troje njene djece. Brak im se raspao 1984. godine, kada je Mitchell počeo izlaziti sa Sheilahom Ledbetter, bivšim Playboyevim modelom, Vjenčali su se 1989. godine i s njom je imao jedno dijete, a rastavili su se 1999. godine.
Umro je 4. veljače 2016. godine, uoči 45-e godišnjice sletanja Apolla 14 na površinu Mjeseca, u osamdeset i petoj godini života.

## Vanjske poveznice
|  | Zajednički poslužitelj ima još gradiva o temi Edgar Mitchell |

- Edgar Mitchell Hrvatska enciklopedija, pristupljeno 11. lipnja 2020.
- Edgar Mitchell Proleksis enciklopedija, pristupljeno 11. lipnja 2020.
- Edgar Mitchell, životopis - nasa.gov, pristupljeno 11. lipnja 2020. (engl.)
- Edgar Mitchell, američki astronaut Britannica, pristupljeno 11. lipnja 2020. (engl.)